# GeForce 10 series
GeForce 10 Series è una serie di unità di elaborazione grafica sviluppate da Nvidia, basate sulla microarchitettura Pascal di Nvidia, che funge da successore della GeForce 900 Series.

## Caratteristiche
La serie GeForce 1000, introduce la nuova generazione di micro-architettura Pascal in ambito desktop affinando il processo produttivo FinFET Plus di TSMC a 16nm (GP102, GP104 e GP106) e successivamente a 14nm FinFET di un'altra fonderia (GP107 e GP108).
Attraverso il modulo hardware integrato NVENC SIP di quarta generazione "Pascal" è stato esteso il supporto all'encoding del formato video compresso AVCHD (h.264), sempre alla profondità di colore Main8 (8 bit) nei tre profili (YUV4:2:0, YUV4:4:4, LOSS-LESS), fino alla risoluzione di 2160p (4k) ad una velocità 4 volte più rapida (120fps) rispetto a quella di decoding (30fps). Nell'encoding HEVC "Pascal" ha fatto segnare miglioramenti qualitativi (profili YUV4:2:0, YUV4:4:4, LOSS-LESS, fino alla risoluzione 8k con profondità di colore incrementata a Main10) e di performance rispetto a Maxwell con prestazioni del 35% in AVCHD e del 100% in HEVC. Nel caso della GPU della GTX1080 che dispone di 2 unità NVENC le prestazioni, sempre rispetto a Maxwell, sfiorano addirittura il 290% sia in AVCHD che in HEVC. Una GTX1080, grazie alla doppia unità NVENC, rispetto ad una GTX1060/GTX1070 presenta in media prestazioni maggiori del 100% in AVCHD e del 145% in HEVC. Anche in Pascal l'encoder NVENC h.265 supporta un CTU (Coding Tree Unit) con una dimensione massima di 32 e minima di 8 (contro i 64 max ed i 4 min previsti rispettivamente dallo standard HEVC). L'unità NVENC preposta all'encoding non è stata implementata all'interno delle soluzioni di fascia bassa GP108 (GTX1030 e MX150). Nel software PureVideo viene introdotto il totale supporto al decoding del nuovo formato video compresso HEVC (h.265) Main10 e Main12 (rispettivamente a 10 e 12 bit) ed al VP9.
Le caratteristiche prestazionali della GPU Pascal più spinta (GP102) fanno riferimento al modello GTX Titan XP con 12,160 TFLOPS in singola precisione (FP32) e 380 GFLOPS in doppia precisione (FP64 in Pascal ottenuti come: FP32/32); 151,9 GPixel/s di Pixel Rate e 397,7 GTexel/s di Texel Rate. Questo chip era caratterizzato da: 12 miliardi di transistor, 3840 Shading Units, 240 Texture Mapping Units, 96 Render Output Processors, 3.584 CUDA Cores, un TDP di 250 Watt, un die di 471mmq, il supporto al PCI-E 3.0 x16, 12.288 MB GDDR5X con 384bit per un memory bandwidth di 547,5 GB/s. Le uscite video supportate dalla GTX Titan XP comprendono la HDMI 2.0b e la DisplayPort 1.4 tutte con supporto HDCP 2.2.

## Architettura
La microarchitettura Pascal, dal matematico francese Blaise Pascal del XVII secolo, è stata presentata il 6 maggio 2016. È il successore della microarchitettura di Maxwell e incorpora la tecnologia FinFET di 16 nm di TSMC. Include anche la tecnologia FinFET di 14 nm per i chip GP107 di Nvidia.
Novità portate dall'architettura Pascal:
- CUDA 6.0 e 6.1
- DisplayPort 1.4
- HDMI 2.0b
- HDCP 2.2
- GPU Boost 3.0

Dopo Pascal, l'architettura successiva sarà chiamata Volta, dal fisico italiano Alessandro Volta del XVIII secolo. Volta doveva essere il successore diretto di Maxwell, ma nel 2014 Nvidia ha annunciato che Pascal avrebbe seguito Maxwell.

## Prodotti

### GeForce 1000 (10xx) series

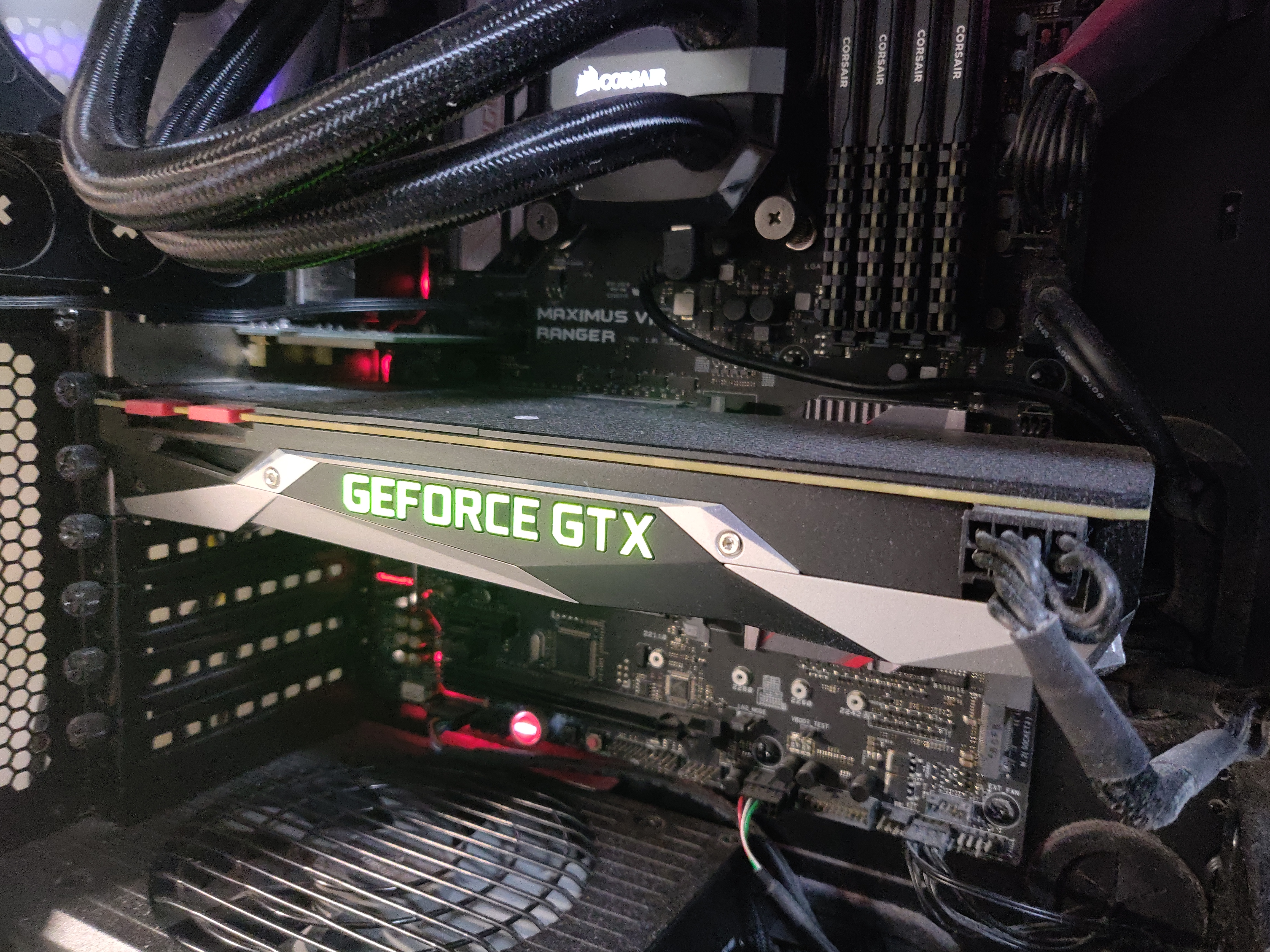
GTX 1080 montata in un pc.

Tabella riassuntiva dei prodotti di questa generazione:
| Modello             | Codename        | Rilascio   | Configurazione Core | Dimensione Die (mm2) | Memoria       | Memoria     | Memoria      | Memoria          | Clock (MHz) | Clock (MHz) | Fillrate     | Fillrate       | TFLOPS             | TDP (watt) | MSRP (usd) |
| Modello             | Codename        | Rilascio   | Configurazione Core | Dimensione Die (mm2) | Quantità (GB) | Tipo (GDDR) | Clock (GBPS) | Bandwidth (GB/s) | Base        | Boost       | Pixel (GP/s) | Texture (GT/s) | Precisione Singola | TDP (watt) | MSRP (usd) |
| ------------------- | --------------- | ---------- | ------------------- | -------------------- | ------------- | ----------- | ------------ | ---------------- | ----------- | ----------- | ------------ | -------------- | ------------------ | ---------- | ---------- |
| GeForce GT 1010     | GP108           | 13/01/2021 | 256:16:16:2         | 74                   | 2             | GDDR5       | 5            | 40.1             | 1228        | 1468        | 23.49        | 23.49          | 0.75               | 30         | N/A        |
| GeForce GT 1030     | GP108-300-A1    | 17/05/2017 | 384:24:16:3         | 74                   | 2             | GDDR5       | 6            | 48.0             | 1228        | 1468        | 23.49        | 35.23          | 1.12               | 30         | $79        |
| GeForce GTX 1050    | GP107-300-A1    | 25/10/2016 | 640:40:32:5         | 132                  | 2             | GDDR5       | 7            | 112.1            | 1354        | 1455        | 46.56        | 58.20          | 1.86               | 75         | $109       |
| GeForce GTX 1050 Ti | GP107-400-A1    | 25/10/2016 | 768:48:32:6         | 132                  | 4             | GDDR5       | 7            | 112.1            | 1291        | 1392        | 44.54        | 66.82          | 2.13               | 75         | $139       |
| GeForce GTX 1060    | GP106-400-A1    | 19/07/2016 | 1280:80:48:10       | 200                  | 6             | GDDR5       | 8            | 192.2            | 1506        | 1709        | 82.03        | 136.7          | 4.37               | 120        | $299       |
| GeForce GTX 1070    | GP104-200-A1    | 10/06/2016 | 1920:120:64:15      | 314                  | 8             | GDDR5       | 8            | 256.3            | 1506        | 1683        | 107.7        | 202.0          | 6.46               | 150        | $379       |
| GeForce GTX 1070 Ti | GP104-300-A1    | 02/11/2017 | 2432:152:64:19      | 314                  | 8             | GDDR5       | 8            | 256.3            | 1607        | 1683        | 107.7        | 255.8          | 8.18               | 180        | $399       |
| GeForce GTX 1080    | GP104-400-A1    | 27/05/2016 | 2560:160:64:20      | 314                  | 8             | GDDR5X      | 10           | 320.3            | 1607        | 1733        | 110.9        | 277.3          | 8.87               | 180        | $599       |
| GeForce GTX 1080 Ti | GP102-350-K1-A1 | 10/03/2017 | 3584:224:88:28      | 471                  | 11            | GDDR5X      | 11           | 484.4            | 1481        | 1582        | 139.2        | 354.4          | 11.34              | 250        | $699       |
| Nvidia Titan X      | GP102-400-A1    | 02/08/2016 | 3584:224:96:28      | 471                  | 12            | GDDR5X      | 10           | 480.4            | 1417        | 1531        | 147.0        | 342.9          | 10.97              | 250        | $1199      |
| Nvidia Titan Xp     | GP102-450-A1    | 06/04/2017 | 3840:240:96:30      | 471                  | 12            | GDDR5X      | 11.4         | 547.6            | 1405        | 1582        | 151.9        | 379.7          | 12.15              | 250        | $1199      |

### Annotazioni
1. ↑  GeForce 900 series
2. ↑  Shading Units:TMUs:ROPs:SM

### Fonti
1. ↑  (EN) NVIDIA GeForce GT 1010 Specs, su TechPowerUp. URL consultato il 12 luglio 2021.
2. ↑  (EN) NVIDIA GeForce GT 1030 Specs, su TechPowerUp. URL consultato il 12 luglio 2021.
3. ↑  (EN) NVIDIA GeForce GTX 1050 Specs, su TechPowerUp. URL consultato il 12 luglio 2021.
4. ↑  (EN) NVIDIA GeForce GTX 1050 Ti Specs, su TechPowerUp. URL consultato il 12 luglio 2021.
5. ↑  (EN) NVIDIA GeForce GTX 1060 6 GB Specs, su TechPowerUp. URL consultato il 12 luglio 2021.
6. ↑  (EN) NVIDIA GeForce GTX 1070 Specs, su TechPowerUp. URL consultato il 12 luglio 2021.
7. ↑  (EN) NVIDIA GeForce GTX 1070 Ti Specs, su TechPowerUp. URL consultato il 12 luglio 2021.
8. ↑  (EN) NVIDIA GeForce GTX 1080 Specs, su TechPowerUp. URL consultato il 12 luglio 2021.
9. ↑  (EN) NVIDIA GeForce GTX 1080 Ti Specs, su TechPowerUp. URL consultato il 12 luglio 2021.
10. ↑  (EN) NVIDIA TITAN X Pascal Specs, su TechPowerUp. URL consultato il 12 luglio 2021.
11. ↑  (EN) NVIDIA TITAN Xp Specs, su TechPowerUp. URL consultato il 12 luglio 2021.